# Little Island (Anguilla)
Pour les articles homonymes, voir Little Island (homonymie).
Little Island est une île du territoire d'Anguilla dans les Petites Antilles.